# 스즈키 쇼타 (1996년)
스즈키 쇼타(일본어: 鈴木 翔太, 1996년 11월 21일~)는 일본의 축구 선수이다.

## 구단 경력
그는 2019년 J3리그의 후지에다 MYFC에 입단했다. 2022년 J3리그 준우승으로 J2리그로 승격했다.